# Ilha de Santo Antão
| Santo Antão                |                                                   |
| Localização de Santo Antão |                                                   |
| Gentílico: santantonense   |                                                   |
| Maior centro urbano        | Cidade do Porto Novo, cerca de 17.000 habitantes. |
| Concelhos                  | Ribeira Grande, Paul e Porto Novo                 |
| Área                       | 779 km²                                           |
| População                  | 47.484                                            |
| Grupo                      | Barlavento                                        |
| Elevação máxima            | 1979 m, Topo da Coroa                             |
| Coordenadas                | 16° 54' N e 17° 11' N 24° 58' W e 25° 21' W       |
| Mapa de Santo Antão        |                                                   |

Santo Antão é uma das nove ilhas habitadas de Cabo Verde, localizada no grupo do Barlavento, a noroeste, e segunda maior do arquipélago em superfície e a terceira em população, com aproximadamente 40 km de extensão longitudinal e cerca de 20 km de largura. De origem vulcânica, Santo Antão é a ilha mais mais setentrional e ocidental de Cabo Verde e a mais afastada do continente africano, pelo que o seu extremo oeste é considerado o ponto mais ocidental de África. O canal de São Vicente separa-a da ilha mais próxima, a ilha de São Vicente.
Desabitada aquando da descoberta em 1462 por Portugal, começou a ser colonizada, com pouco sucesso, em 1548. Uma cadeia de montanhas, tida durante muito tempo como intransponível, separa a ilha entre norte e sul.
Os principais aglomerados populacionais são a vila da Ribeira Grande, Porto Novo – porta de entrada de gentes e mercadorias vindas de São Vicente – e a Ponta do Sol – onde se localiza o aeródromo da ilha, atualmente desativado.

## Geografia

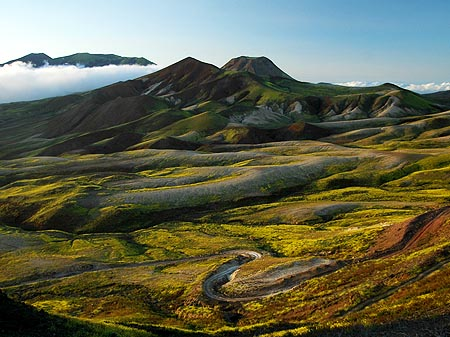
Vista do interior da ilha de Santo Antão, Cabo Verde

O ponto mais elevado da ilha é o Topo da Coroa, vulcão inativo com 1979 m, que se destaca de uma zona planáltica no noroeste da ilha. Segue-se o Gudo de Cavaleiro, com 1811 m, no centro da ilha, e o Pico da Cruz, com 1584 m, a nordeste.
Desde 1999 tem sido observada contínua elevação da temperatura da água do mar na região da Ponta do Sol, o que leva os vulcanólogos a admitir que é crescente o risco de novas erupções naquela área.
A parte da ilha voltada a sudeste é quase completamente árida, enquanto que a zona nordeste goza de chuvas relativamente regulares e é razoavelmente verde. Não é de estranhar, pois, que a maioria da população se concentre nesta parte de Santo Antão.
Muitos vulcões são relativamente jovens e têm caldeiras. As montanhas são compostas de basalto e erguem-se a centenas de metros de altura.
Os vales resultam de uma forte erosão.

## História

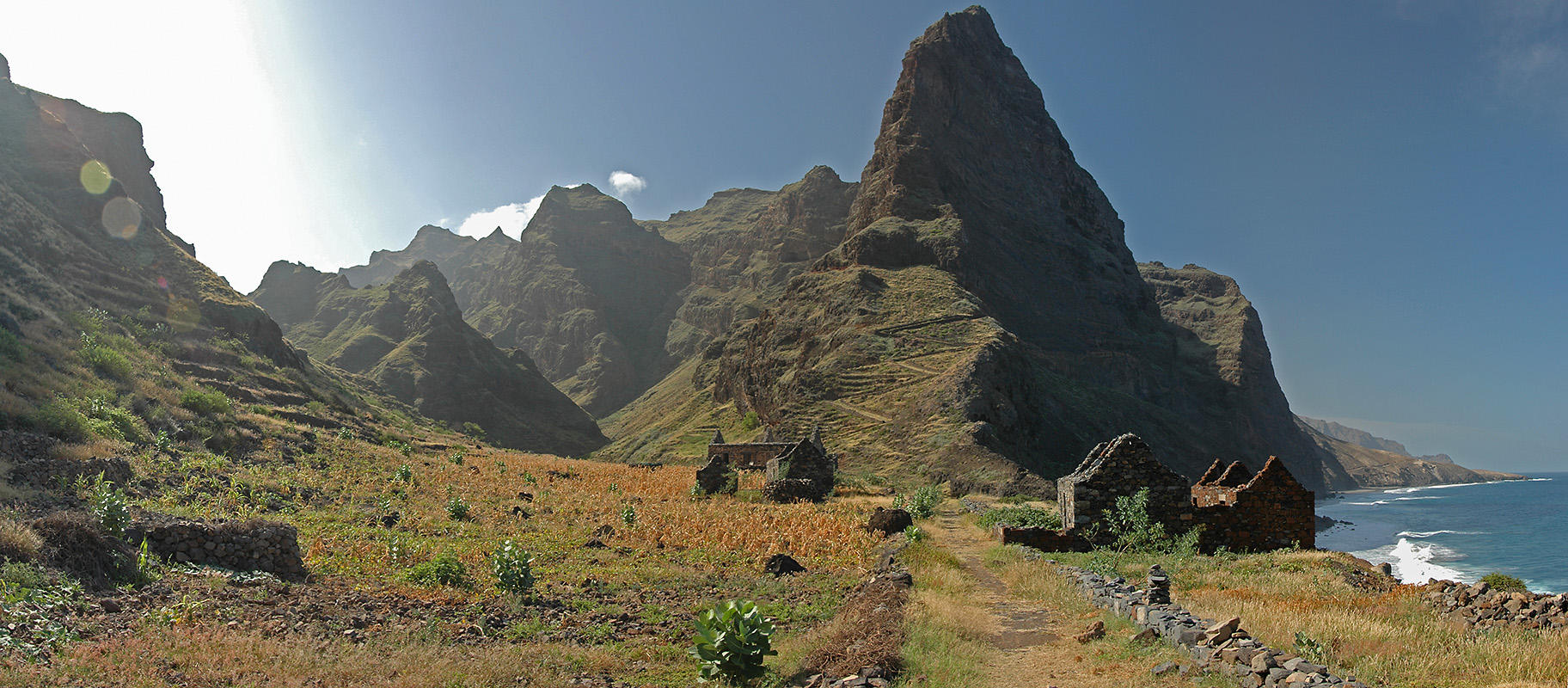
Costa norte da ilha de Santo Antão

O nome Santo Antão foi dado pelo navegador português Diogo Afonso que descobriu a ilha no dia 17 de janeiro de 1462, em consonância com o santo do dia da descoberta, tal como ocorreu com outras ilhas do grupo (São Vicente, São Nicolau e Santa Luzia), e de acordo com o hábito já usado nos Açores.
O Tratado de Tordesilhas, assinado em 7 de junho de 1494, entre Portugal e o Reino de Castela, e que determinou a divisão das áreas de influência dos países ibéricos, estabeleceu que cabiam a Portugal as terras «descobertas e por descobrir» situadas antes da linha imaginária que demarcava 370 léguas (1770 km) a oeste da ilha de Santo Antão, e ao outro reino ibérico as terras que ficassem além dessa linha.
A colonização começou apenas em 1548. No século XVII, populações das ilhas de Santiago e do Fogo com colonos vindos do norte de Portugal fundaram a Povoação, a actual vila da Ribeira Grande na zona norte da ilha.
D. João Mascarenhas,  4.º marquês de Gouveia, no inicio do século XVIII, ao entrar em letígio com o D. João V de Portugal por razões de adultério do primeiro com uma dama da corte, casada com D. Lourenço de Almada, teve que fugir para o estrangeiro e pela dificuldade em se sustentar fora de Portugal, vendeu aos ingleses esta ilha, da qual era donatário. Algo que este rei português não aceitou, chegando a mandar tropas para lá, sob o comando do coronel Álvaro Sanches de Brito. Este militar expulsou o seu feitor e depois foi colocado como capitão-mor Mendonça e Zuniga.

## Economia

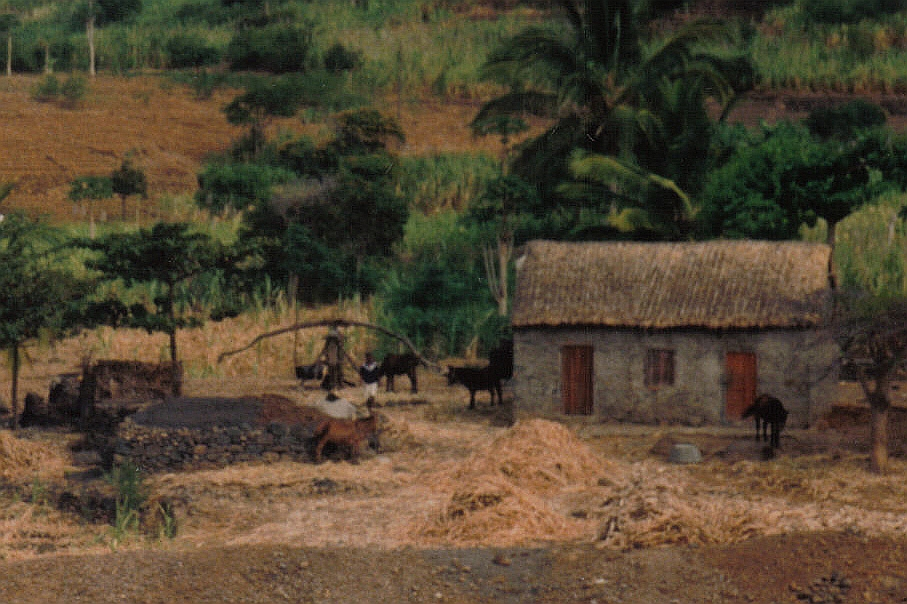
Trapiche em Ribeira da Cruz

Santo Antão é uma ilha eminentemente agrícola. As principais produções são cana-de-açúcar, inhame, mandioca, banana, manga e milho. Uma densa rede de levadas e reservatórios permite a recolha e armazenamento de água das ribeiras a diferentes níveis, para distribuição pelas culturas de regadio praticadas nos socalcos escavados nas encostas.
Um das principais produções da ilha é o grogue, um tipo de cachaça produzido localmente e muito popular em todo o arquipélago.
A pesca tem também um papel importante na economia da ilha.
A pozolana é explorada na ilha de Santo Antão por uma unidade industrial em Porto Novo.

### Turismo
Nos últimos anos o turismo tem vindo a tornar-se uma indústria com importância crescente. A paisagem íngreme, contrastando áreas verdes com regiões absolutamente secas, e uma rede de trilhos de acesso às povoações e aos campos de cultivo espalhados pelos diferentes vales são um forte atrativo para os turistas com gosto por longas caminhadas, o turismo-aventura e o ecoturismo.
Prevê-se para breve a abertura de um hotel de quatro estrelas em Paul e unidades de três estrelas em diversos pontos da ilha de Santo Antão. Hoje no interior dos vales podemos encontrar pequenas organizações empresariais com o intuito de explorar o turismo, mas as políticas do Estado em nada favorecem os mais pequenos.

## Transportes

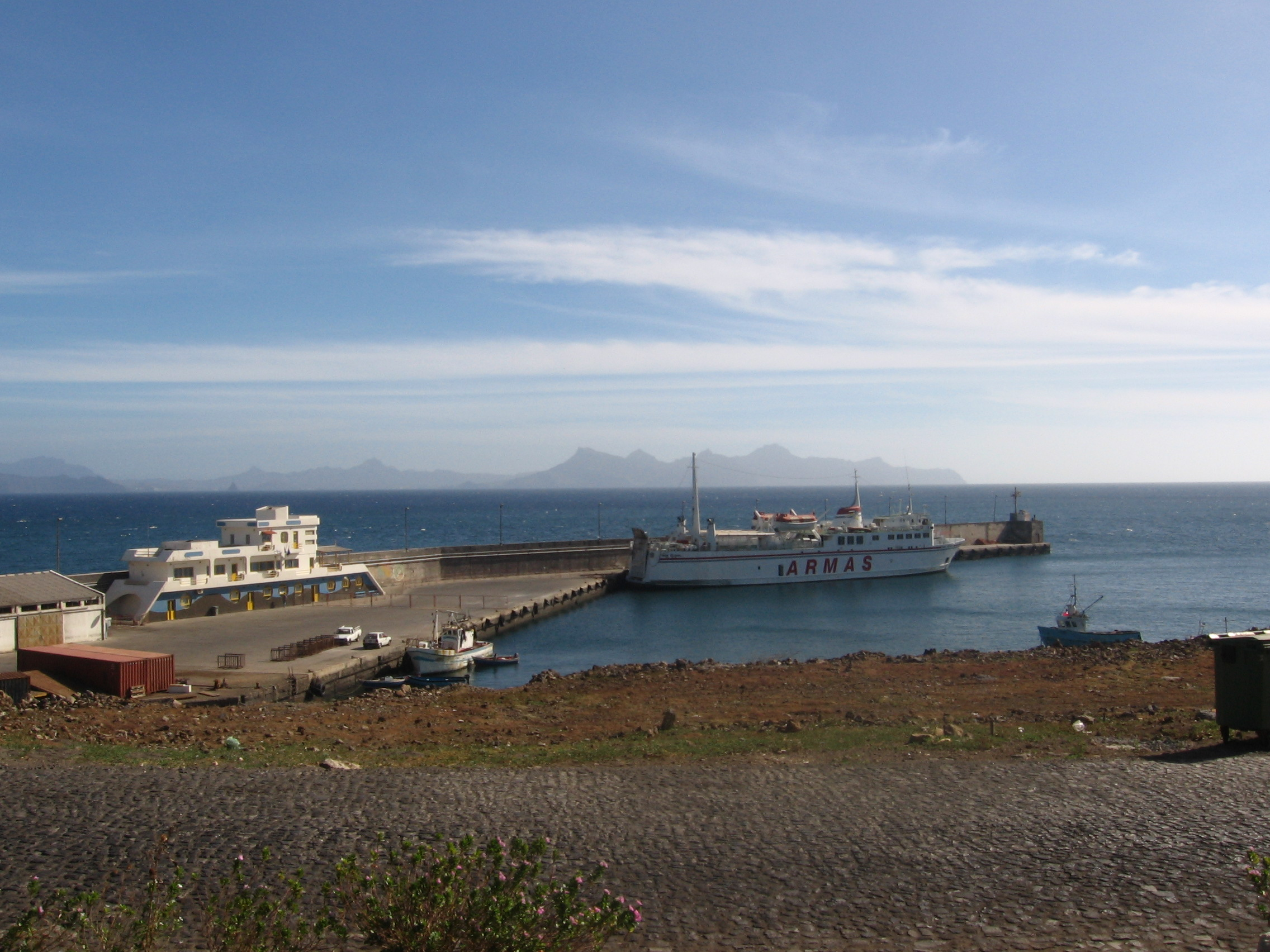
Cais de Porto Novo

### Portos
O acesso por mar faz-se por Porto Novo, na vertente sul, onde fica situado o principal porto da ilha de Santo Antão. Há ligações diárias regulares com o Mindelo, na vizinha ilha de São Vicente, a apenas uma hora de viagem. O porto de Porto Novo foi inaugurado em 1962. Possui um molhe acostável de 245 metros de comprimento e um armazém coberto com uma área de 450 m².

### Aeródromos
O aeródromo de Santo Antão, localizado na Ponta do Sol, encontra-se, atualmente, desativado. Era designado Aeródromo Agostinho Neto, em homenagem ao antigo presidente de Angola, que, no início dos anos 1960 do século XX, viveu durante algum tempo na Ponta do Sol, para onde havia sido deportado. Estão em curso estudos para construção de um novo aeródromo, desta vez no concelho de Porto Novo.

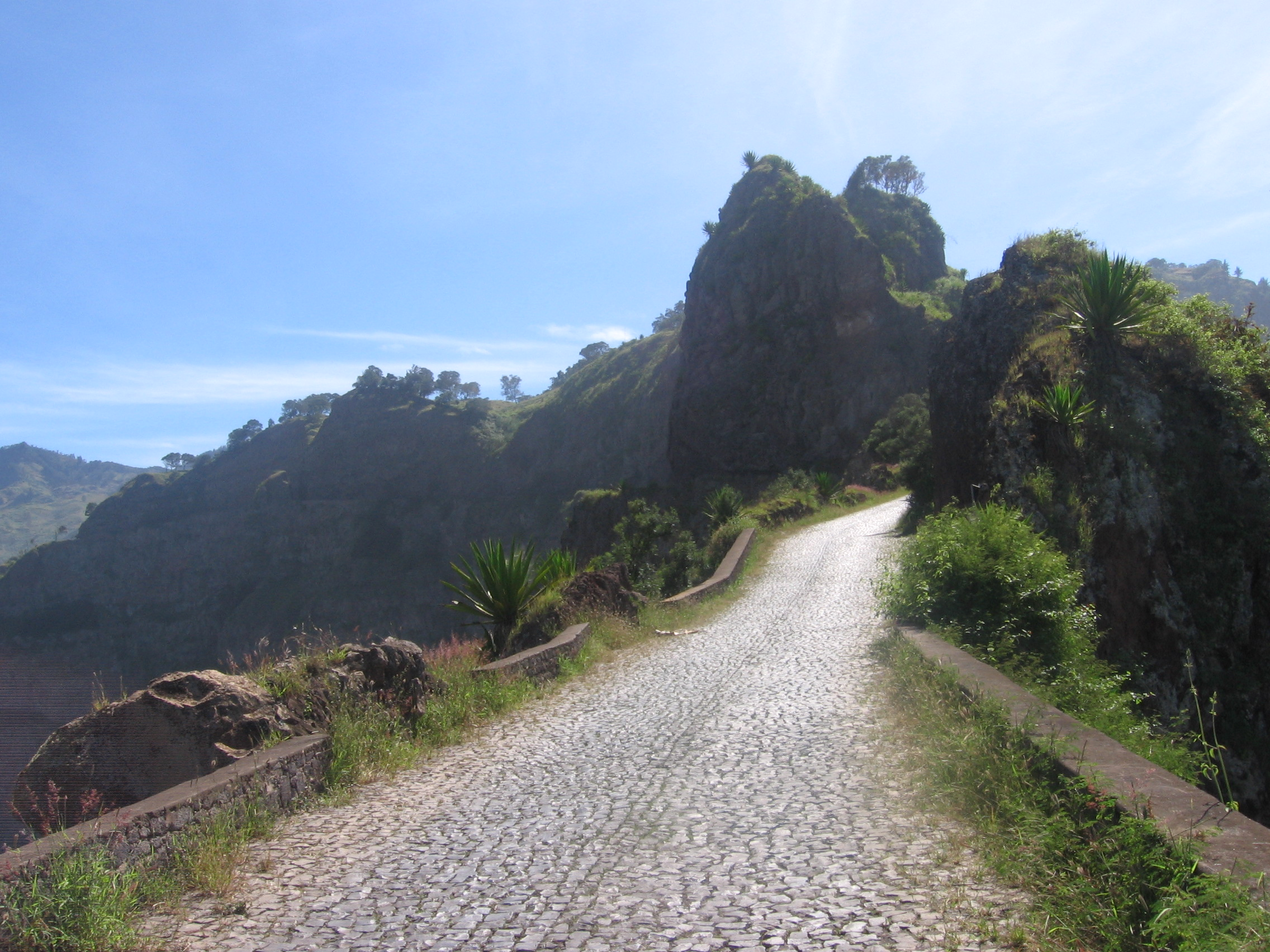
Estrada da Corda

### Estradas
Inaugurada em maio de 2009, a nova estrada litoral Porto Novo-Janela é uma estrada asfaltada que permite o acesso aos municípios do Paul e da Ribeira Grande, na costa nordeste da ilha. A estrada tem cerca de 23 quilómetros de extensão, incluindo os dois primeiros túneis rodoviários de Cabo Verde, o túnel do Farol e o túnel da Pontinha de Janela/Santa Bárbara, com 240 e 340 metros de comprimento, respetivamente.
De Porto Novo partem também outras estradas que, vencendo as alturas da ilha conduzem às povoações das vertentes norte, nomeadamente a espetacular Estrada da Corda, estrada empedrada que conduz aos municípios da Ribeira Grande e do Paul e que se desenvolve na linha de cumeada que separa os vales da Ribeira Grande e da Ribeira da Torre. A construção, nos anos sessenta do século XX, desta estrada de ligação ao novo porto de Porto Novo havia levado ao declínio do porto da Boca da Pistola, na Ponta do Sol, como porta de entrada da ilha.

## Divisão administrativa
A ilha de Santo Antão está atualmente dividida em três concelhos, que se subdividem em sete freguesias:
- Paul:
  - Santo António das Pombas;
- Porto Novo:
  - São João Baptista,
  - Santo André;
- Ribeira Grande:
  - Nossa Senhora do Rosário,
  - Nossa Senhora do Livramento,
  - Santo Crucifixo
  - São Pedro Apóstolo.

### Anteriores divisões administrativas
Até 1971 existiam Três Concelhos e não apenas um único concelho - os mesmos que existem hoje
, que se organizava em cinco freguesias:
- - Santo António das Pombas,
  - Nossa Senhora do Rosário,
  - Santo Crucifixo,
  - São Pedro Apóstolo,
  - São João Baptista.
  - Nossa Senhora do livramento

De 1867 até finais do século XIX, já tinha existido um concelho do Paul

## Personalidades
- Antoninho Travadinha (António Vicente Lopes), violinista e multi-instrumentista (f. 1987)
- Dina Salústio (Bernardina Oliveira), escritora e poetisa
- Domingos Lima Costa,Violinista multi-instrumentalista
- Gabriel António Costa (Nhô Kzik), violinista e multi-instrumentista (f. 2005)
- Gabriel Mariano, juiz, poeta, contista e ensaísta
- Jorge Ferreira Chaves, arquiteto português (1920-1982)
- Luís Romano de Madeira Melo, poeta, novelista e folclorista
- Manuel de Novas, poeta e compositor
- Roberto Duarte Silva, químico
- Martinho Nobre de Melo

## Língua
Para além do português, língua oficial, o crioulo cabo-verdiano é usado no dia-a-dia pela grande maioria da população de Santo Antão. Existe uma variante local do crioulo cabo-verdiano.
- «Os Lusíadas em crioulo de Santo Antão»
- «Estóra de Tipêde i Tilôbe (Ti Pedro e Ti Lobo) de Luís Romano de Madeira Melo»